# Felivers
Felivers – polski zespół muzyczny wykonujący muzykę rockową, pop punkową i trapową, założony w 2015 w Sochaczewie.

## Historia
Zespół założyło w grudniu 2015 pięciu kolegów z Liceum Ogólnokształcącego im. Fryderyka Chopina w Sochaczewie: Miłosz Fergiński, Piotr „Cody” Dąbrowski, Konrad Jażdżyk, Wojciech Fortuna i Piotr Zborowski. Pierwszy koncert zagrali w styczniu 2016 w kawiarni Hard Rock Cafe w Warszawie. W kwietniu 2019 wydali swój debiutancki album pt. Felivers. Wystąpili w filmie komediowym Marcina Ziębińskiego #Jestem M. Misfit (2019). W 2020 wydali singiel „Niebezpiecznie”. Nagrali też singiel z raperem White’em 2115 „Johnny Knoxville”, za którego wysoką sprzedaż odebrali w 2024 certyfikat złotej płyty.
Po rezygnacji Zborowskiego z dalszej współpracy w zespole muzycy podjęli decyzję o kontynuowaniu działalności w kwartecie. W styczniu 2023 wydali singiel „Paradoks”, w marcu z utworem „Never Back Down” zajęli czwarte miejsce w programie Tu bije serce Europy! Wybieramy hit na Eurowizję!, a w czerwcu z utworem „Szminka” wygrali nagrodę publiczności w konkursie „Debiutów” podczas 60. Krajowego Festiwalu Piosenki Polskiej w Opolu. 16 lutego 2024 wydali album pt. 4 lata 4 stany, który promowali singlami: „Ja ciebie też” i „Lady Endorfina”. W maju 2025 wydali singiel „Saute”, który nagrali z Mezem i Liberem.

## Dyskografia
Albumy studyjne
- Felivers (2019)
- 4 lata 4 stany (2024)